# Clianthus puniceus
Clianthus puniceus là một cây họ Đậu thân gỗ bản địa của New Zealand.

## Hình ảnh

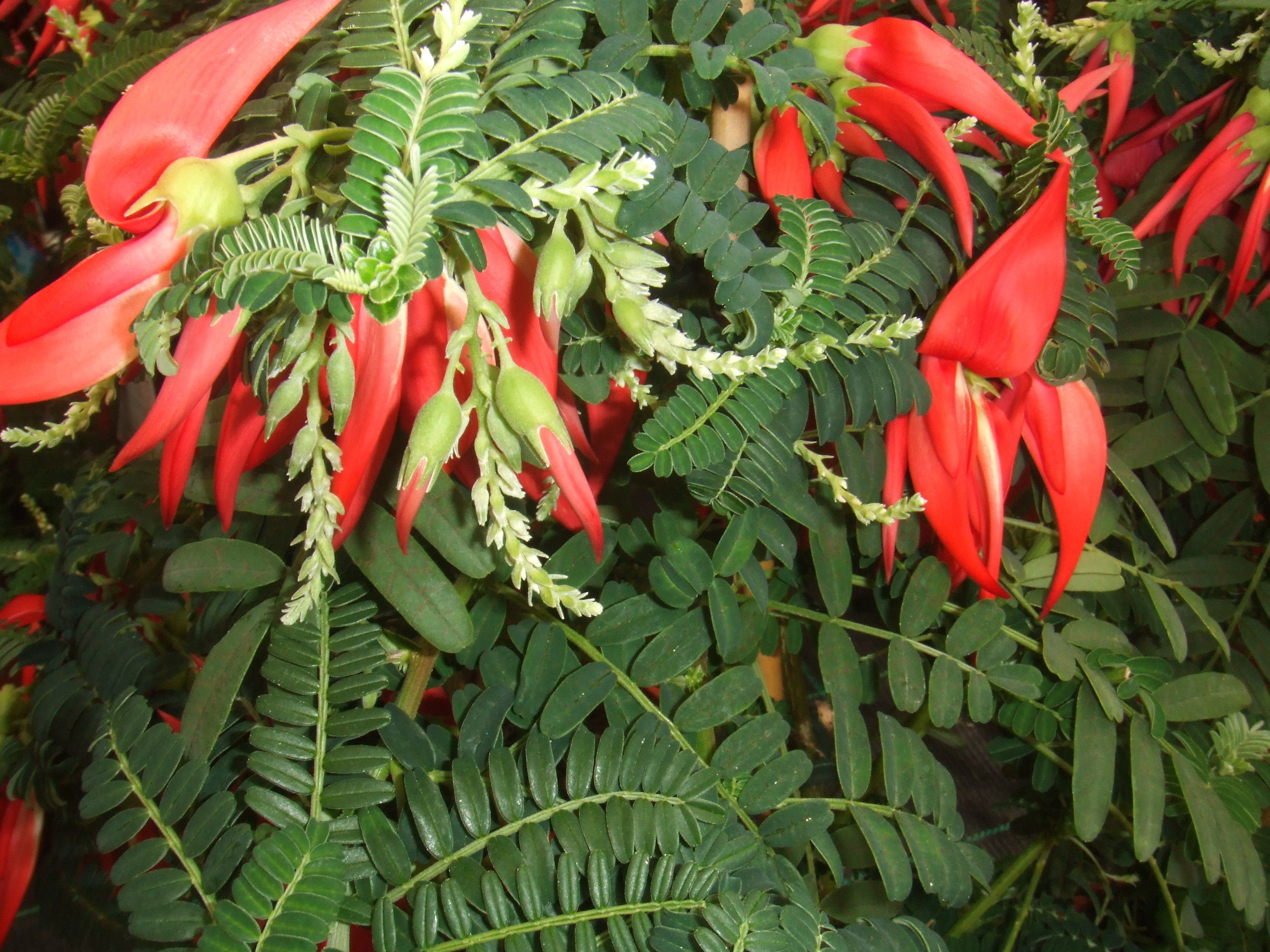
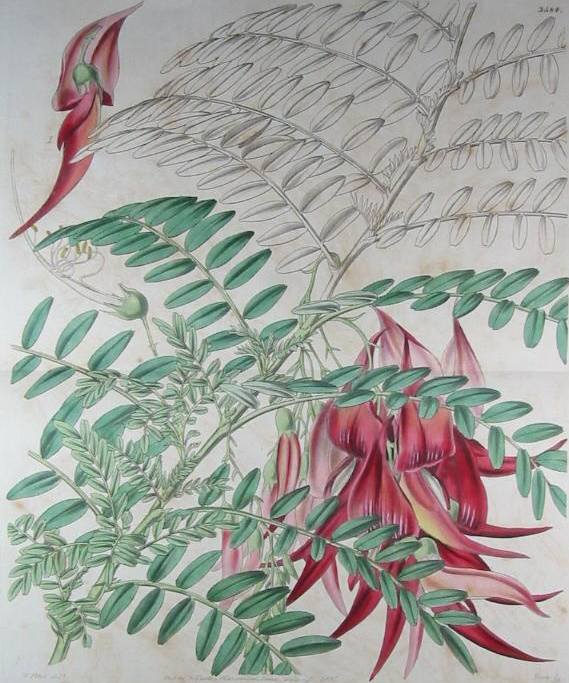
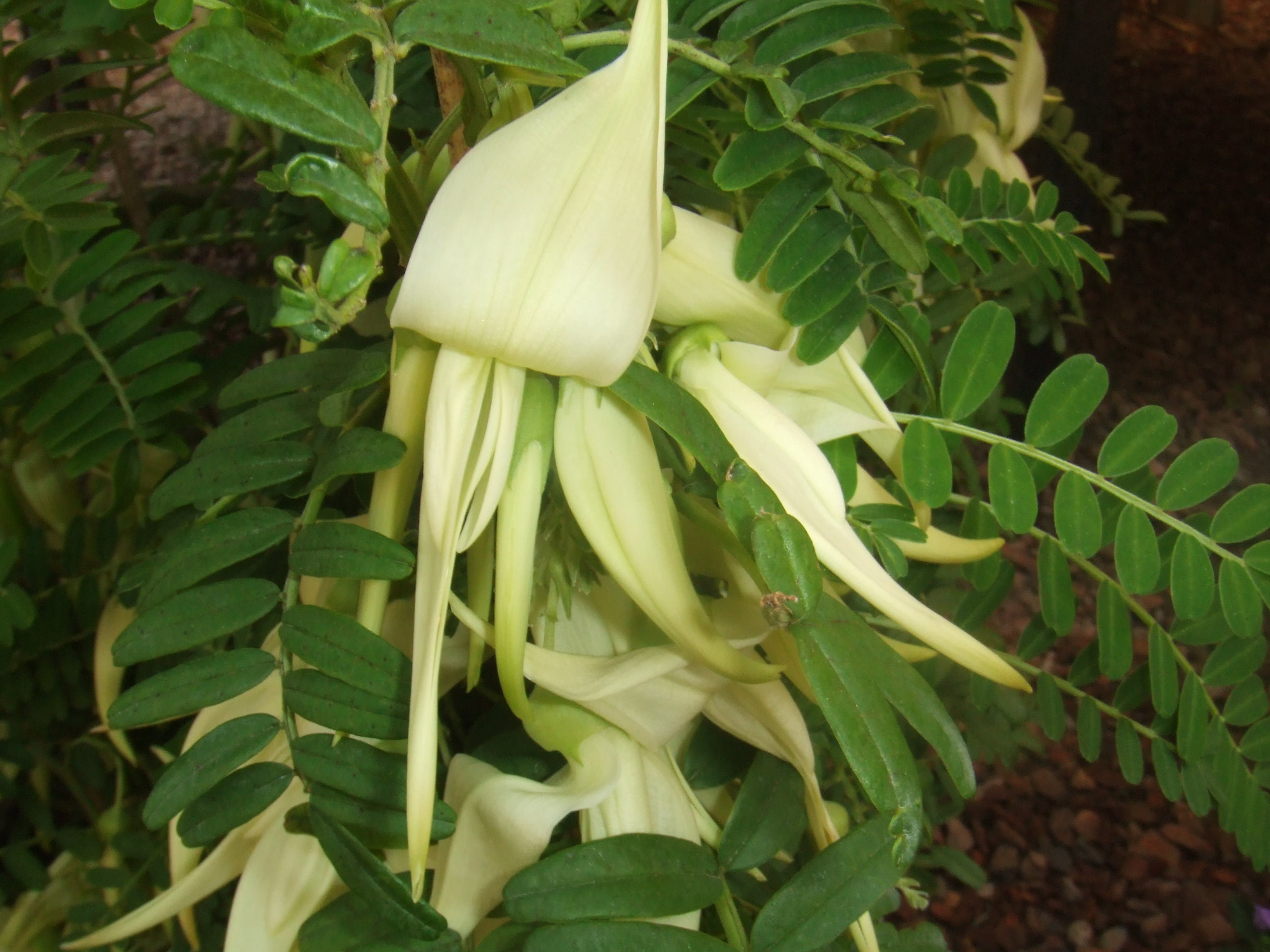
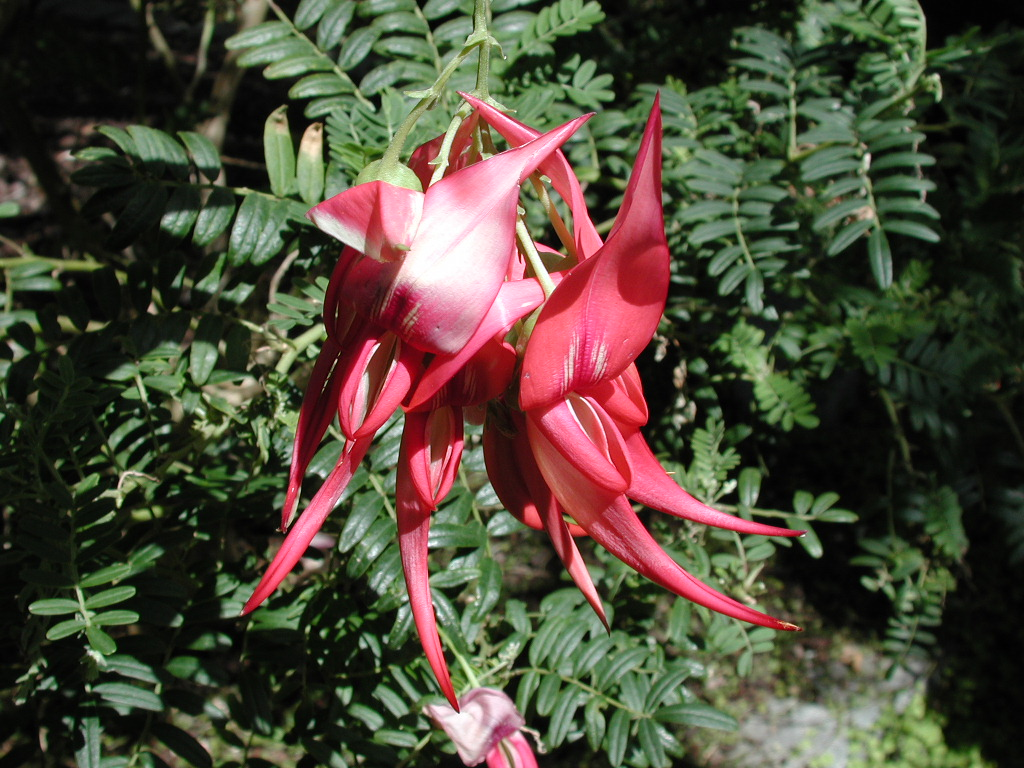